# Doina Spătaru
Doina Spătaru (* 30. Januar 1948 in Găești) ist eine rumänische Sängerin von Unterhaltungsmusik.

## Karriere
Doina Spătaru ist die Cousine des rumänischen Sängers Dan Spătaru. Sie wurde in eine Künstlerfamilie hineingeboren und wollte zunächst Schauspielerin werden. Nachdem Spătaru die Aufnahmeprüfung nicht bestanden hatte, studierte sie Sprachwissenschaft. Sie begann ihre musikalische Laufbahn als Mitglied der Band ihres späteren langjährigen Partners Petre Geambașu und erlangte Bekanntheit in der rumänischen Musikszene. 1971 nahm sie am renommierten bulgarischen Musikfestival "Goldener Orpheus" teil. Sie wurde schließlich in den 1980er Jahren während des kommunistischen Regimes  zur künstlerischen Botschafterin Rumäniens. Einer ihrer bekanntesten Songs ist De-ar fi să vii, der zu einem der meistgehörten Lieder in Rumänien wurde. Nach dem Tod ihrer Tochter zog sich Doina Spătaru zunehmend aus der Öffentlichkeit zurück. Sie setzte ihre musikalische Karriere zunächst fort, kündigte aber 2019 ihren endgültigen Rücktritt von der Bühne an. Die COVID-19-Pandemie im Jahr 2020 bestärkte sie in dieser Entscheidung.

## Privatleben
Doina Spătarus Leben war von tragischen Ereignissen geprägt. Ihr Ehemann Boris Olinescu verstarb 1981 unter ungeklärten Umständen. Ihre Tochter Mălina Olinescu, ebenfalls eine bekannte Sängerin, starb 2011 im Alter von 37 Jahren durch Suizid.   Heute führt Doina Spătaru ein Leben abseits des Rampenlichts.

## Diskografie

### Alben
- 2009: Dreptul la neuitare, Vol. 1

### Singles
- 2009: Dragostea Nu-I Numai Un Cuvânt

- 2009: Reverie
- 2005: Vino La Mine